# Палас
Пала́с (от перс. пелас) — двусторонний безворсовый ковёр ручного ткачества, выполненный методом полотняного переплетения. Изготавливается на Украине, Кавказе, в Молдове, Средней Азии (где паласом называют килим), а также в Болгарии, Индии, Иране, Румынии и Турции.

## Описание
Размеры чаще всего встречаются шириной от 80—100 см, длиной от 3 до 15 метров и более. Паласы украшались вышивками, аппликациями и другими видами ручного декорирования. С развитием технологии окрашивания менялись и расцветки паласов.
Популярность приобрели «Синяя ковровая дорожка», «Красная ковровая дорожка», «Зелёная ковровая дорожка» и другие, которые стали неотъемлемой частью торжественности на церемониях открытия фестивалей, форумов, балов или других важных событий и мероприятий. Можно встретить в «Аллее славы», у трапа самолёта, причала. Ковровая дорожка обычно лежит на ступенях лестницы, выстилается в залах и в коридорах.